# Vonovia
Vonovia, anciennement Deutsche Annington est une entreprise allemande immobilière qui fait partie de l'indice DAX.

## Historique
En décembre 2014, Deutsche Annington acquiert Gagfah, également une entreprise allemande de l'immobilier, pour 3,9 milliards d'euros, créant la deuxième plus importante entreprise immobilière en Europe. Elle se renomme en Vonovia en septembre 2015.
En octobre 2015, Vonovia fait une offre d'acquisition  de 9,92 milliard d'euros sur Deutsche Wohnen, offre qui inclut le renoncement de l'OPA de ce dernier sur LEG Immobilien. Cette dernière offre est rejetée par Deutsche Wohnen.
En septembre 2016, Vonovia annonce l'acquisition pour 2,9 milliards d'euros de Conwert, une entreprise immobilière autrichienne présente notamment en Allemagne de l'Est et en Autriche.
En décembre 2017, Vonovia annonce l'acquisition de l'entreprise immobilière autrichienne Buwog pour 5,2 milliards de dollars.
En 2018, Vonovia a augmenté son loyer moyen de 4,2 %. L'entreprise se voit reprocher de pratiquer la spéculation immobilière et de favoriser l'inflation des prix.
En mai 2021, le groupe Vonovia et Deutsche Wohnen annoncent leur projet de fusion dans une opération à 19 milliards d'euros. En juillet 2021, Vonovia n'a acquis que 47 % des actions de Deutsche Wohnen, alors que son objectif initial était au minimum de 50 %.

## Principaux actionnaires
Au 30 janvier 2020:
| Norges Bank Investment Management | 6,56% |
| The Vanguard Group                | 3,57% |
| Fidelity Management & Research    | 3,55% |
| APG Asset Management              | 3,12% |
| Lansdowne Partners                | 2,94% |
| DWS Investment                    | 2,02% |
| MFS International                 | 1,98% |
| BlackRock Advisors                | 1,87% |
| DWS Investments                   | 1,84% |
| Assenagon Asset Management        | 1,83% |